# Cámara de Mazarbul
En el Universo Imaginario de Tolkien la cámara de Mazarbul es un recinto ubicado dentro de las minas de Moria. Se encontraba en el corredor norte de la sala vigesimoprimera, en el ala norte de Moria. Conocida también como la “Sala de los Registros”; puesto que Mazarbul, traducido del Khûzdul, significaría “de los registros”, compuesto por mazarb y ¿-ul? ; radicales probables *Z-R-B.
Es el lugar en donde los Enanos llevaban un detallado inventario y todos los registros de los objetos de uso común, del metal hallado en las excavaciones, y crónicas de la vida en la mina. Se trataba de un espacio muy amplio y cuadrado al que se ingresaba desde el norte trasponiendo un portal “(…)alto y plano arriba…”, ubicado sobre la derecha del corredor; del que se sujetaba una puerta de piedra que “(…)colgaba todavía de los goznes, a medio cerrar...” En el centro de la Cámara, la Comunidad del Anillo descubrió “(…)una piedra oblonga, de dos pies de alto, sobre la que habían puesto una losa de piedra blanca…”, y sobre la losa se podía leer en runas de Daeron: “AQUÍ YACE BALIN, HIJO DE FUNDIN, SEÑOR DE MORIA”. 

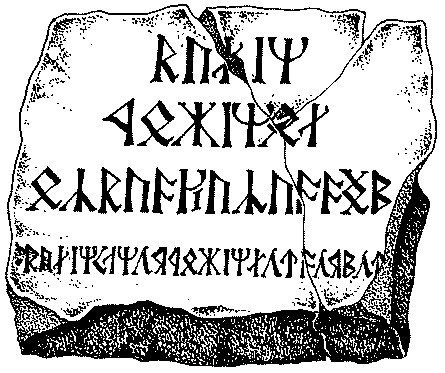
Aquí yace Balin, hijo de Fundin, Señor de Moria.

En las paredes de piedra de la sala, los Enanos habían, excavado muchos nichos que contenían cofres de madera con cerrojos; en donde se guardaba la información y algunos objetos; en uno de esos cofres, destrozados por los orcos, la Compañía encontró el “Libro de Mazarbul”. Estaba iluminada con luz natural por medio de una abertura alta y grande que miraba hacia el este. Bajo la abertura había una puerta más pequeña, con dos grandes anillos de hierro en cada lado y que conducía a un pasadizo que llevaba, tras una milla y muchos tramos de escalera, a la Sala Segunda.
Cuando la Expedición de los Enanos llegó a Moria se asentaron en la Sala Vigesimoprimera y Balin hizo de la Cámara de Mazarbul sus aposentos. Cinco años después; se ocultaron allí los pocos Enanos supervivientes de los constantes ataques de los Orcos, siendo su último lugar de resistencia. Además allí, se escribió el libro en donde se cuenta entre muchas cosas el final de la expedición; y que fue hallado por la Compañía del Anillo en su paso funesto por Khazad Dûm.
La Compañía del Anillo luchó bravamente contra los Orcos cuando fueron atacados en el interior de la Cámara, siendo, en última instancia,  atacado Frodo por un jefe orco de aproximadamente el tamaño de un hombre, aunque salió indemne gracias a la cota de mithril que le había regalado Bilbo en Rivendel. Gandalf tuvo la primera escaramuza con el Balrog mientras intentaba cerrar la puerta de escape, aunque sin saber que se trataba de uno de estos seres.
- Datos: Q6470774